# Sả rừng đước
Sả rừng đước (danh pháp hai phần: Halcyon senegaloides) là một loài chim thuộc họ Sả. Loài này phân bố rộng khắp vùng duyên hải phía đông châu Phi, từ Somalia tới Nam Phi và không chịu nguy cơ tuyệt chủng.